# Nikolaj Enderleit
Nikolaj Enderleit (* 21. Juni 1997 in Kolding) ist ein dänischer Handballspieler.

## Karriere

### Im Verein
Nikolaj Enderleit spielte zunächst in Dänemark für KIF Kolding. Nach einer Saison bei TM Tønder wechselte er 2017 zu Ribe-Esbjerg HH. Ab Sommer 2019 unterschrieb er einen Vertrag bei TTH Holstebro. Im Sommer 2024 wechselte er zum deutschen Erstligisten MT Melsungen.

### In Auswahlmannschaften
Mit der Junioren-Nationalmannschaft nahm er an der U20-Europameisterschaft 2016 teil und belegte den 6. Platz. Bei der U-21-Weltmeisterschaft 2017 gewann er mit Dänemark die Silbermedaille.